# Hayden Panettiere
Hayden Lesley Panettiere (Palisades, New York, 21 augustus 1989) is een Amerikaans actrice en zangeres.

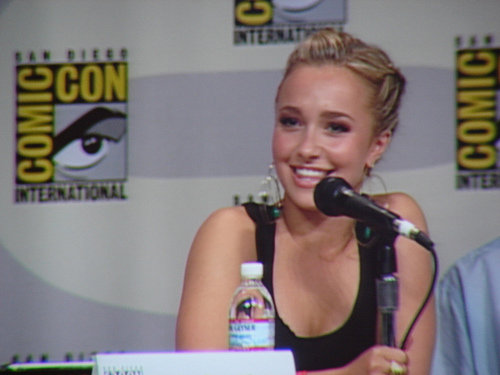
Panettiere tijdens Comic-Con 2007

## Carrière

### Actrice
Hayden Panettiere was als baby al te zien in reclames en vanaf 1994 kreeg ze vaste rollen in soaps, zoals One Life to Live en Guiding Light, waarin ze de rol van Lizzie speelde, die leukemie had. De serie kreeg daarvoor Special Recognition Award van de Leukemia and Lymphoma Society voor het onder aandacht brengen van de ziekte.
Panettiere heeft in veel films en series gespeeld zoals in Ally McBeal, terugkerende gastrol in Malcolm in the Middle en Law and Order. Ze speelde ook in de film Remember the Titans. Ze speelde de hoofdrol in de film Bring It On: All or Nothing. Hayden is nu vooral bekend door haar rol als Claire Bennet in de televisieserie Heroes.
Sinds 2012 tot heden is ze te zien in de serie Nashville, hierin speelt ze de populaire countryzangeres Juliette Barnes.

### Zangeres
Panettiere was genomineerd voor een Grammy in 1999 voor Best Spoken Word Album for Children, voor A Bugs Life Read Along. Ze is te horen op de soundtrack van Bring It On: All or Nothing, samen met Solange Knowles. Ook heeft ze het liedje Try opgenomen voor de film Bridge to Terabithia, en het liedje I Still Believe voor de film Cinderella 3.
Daarnaast heeft ze het liedje I Fly gezongen voor de film Ice Princess. In 2008 was het liedje Wake-up Call voor het eerst te horen op de Amerikaanse radiozender Kiss FM.

### Model
Panettiere was met 11 maanden voor het eerst te zien in een reclame voor Playskool. In 2005 werd ze de covergirl voor de nieuwe wereldwijde campagne van Neutrogena. Ze werd zesde in de FHM "meest sexy vrouw"-verkiezing in 2007. Hayden is de covergirl en nummer 1-ster in The EW 100: The Stars We Love Right Now van Entertainment Weekly.

### Computerspellen
Ze heeft haar stem verleend aan een reeks van computerspellen. Zij doet o.a. de stem van het karakter Kairi in het succesvolle rollenspel Kingdom Hearts van Square Enix.

## Privéleven
Panettiere werd geboren in Palisades. Ze was verloofd met bokser Volodymyr Klytsjko. Samen kreeg het koppel in 2014 een dochter. In 2018 gingen ze uit elkaar.
- Bibsys: 4097238
- Biblioteca Nacional de España: XX1789774
- Bibliothèque nationale de France: cb15125494x (data)
- Gemeinsame Normdatei: 141129794
- International Standard Name Identifier: 0000 0000 7826 3039
- Library of Congress Control Number: no2004079655
- MusicBrainz: 080e1819-5904-447a-869e-b0b2ef437c16
- Nationale Bibliotheek van Tsjechië: xx0076401
- Nationale bibliotheek van Australië: 42351498
- Nationale Bibliotheek van Israël: 987007424014905171
- Nederlandse Thesaurus van Auteursnamen: 305144863
- Trove: 1259643
- Virtual International Authority File: 1634149108543568780003